# Petter Nilsson
Petter Nilsson (* 1987) ist ein Schwedischer Unihockeyspieler, welche beim Nationalliga-A-Verein Zug United unter Vertrag steht.